# Mosquée de Quba
La mosquée de Quba (arabe : مسجد قباء masjid Qubāʾ), à environ 3 km au sud du centre-ville de Médine en Arabie saoudite, aurait été la première mosquée construite, juste après l'exil (hégire) du prophète de l'islam Mahomet et de ses compagnons. Mahomet aurait passé plus de vingt nuits dans ce lieu de prière.
D'après la tradition islamique, faire deux rakaʿāt surérogatoires dans la mosquée de Quba équivaut à une Oumra. Comme l'indique le hadith du Prophète Mohamet rapporté par Ahmad ibn Hanbal, An-Nassa'i, Ibn Maja et Hakim al-Nishaburi : « Quiconque se purifie chez lui, puis se rend à Quba et y effectue une prière remportera une récompense égale à celle d’une Oumra ».

## Origine
Après avoir quitté sur ordre de Dieu  La Mecque, Mahomet fit route vers Médine. Avant d'entrer dans la cité, il resta un peu à l'écart de celle-ci dans une localité nommée « Quba ». Apprenant sa venue, un certain nombre d’habitants de Médine vinrent le rejoindre afin de l’inviter à s’installer chez eux. Au lieu de répondre à ces invitations, Mahomet laissa errer son chameau, nommé Qoçoua, déclarant que l’animal savait où il devait s’arrêter. La monture s’agenouilla finalement sur un terrain qui appartenait à deux orphelins auxquels Mahomet l'acheta aussitôt, afin d'y faire construire sa demeure et la première mosquée attenante à celle-ci[réf. à confirmer].

## Imams et Prêcheurs
- Sheikh Salih Bin 'Awad Al Mughamisi
- Sheikh Muhammed Khalil
- Sheikh Muhammad Ayyub And Adil
- Sheikh Ahmed bin Ali bin Abdur Rahman Hudaify

## Description
Aujourd'hui, la mosquée de Quba a une superficie de 6 000 m2. Elle possède 62 coupoles et 4 minarets de 42 m de haut.

### Filmographie
- 1976 : Le Message (Al-risâlah), de Moustapha Akkad.